# Rutul
Rutul (russisch Руту́л, rutulisch МыхІа) ist ein Dorf (selo) in der Republik Dagestan in Russland mit 4132 Einwohnern (Stand 14. Oktober 2010).

## Geographie

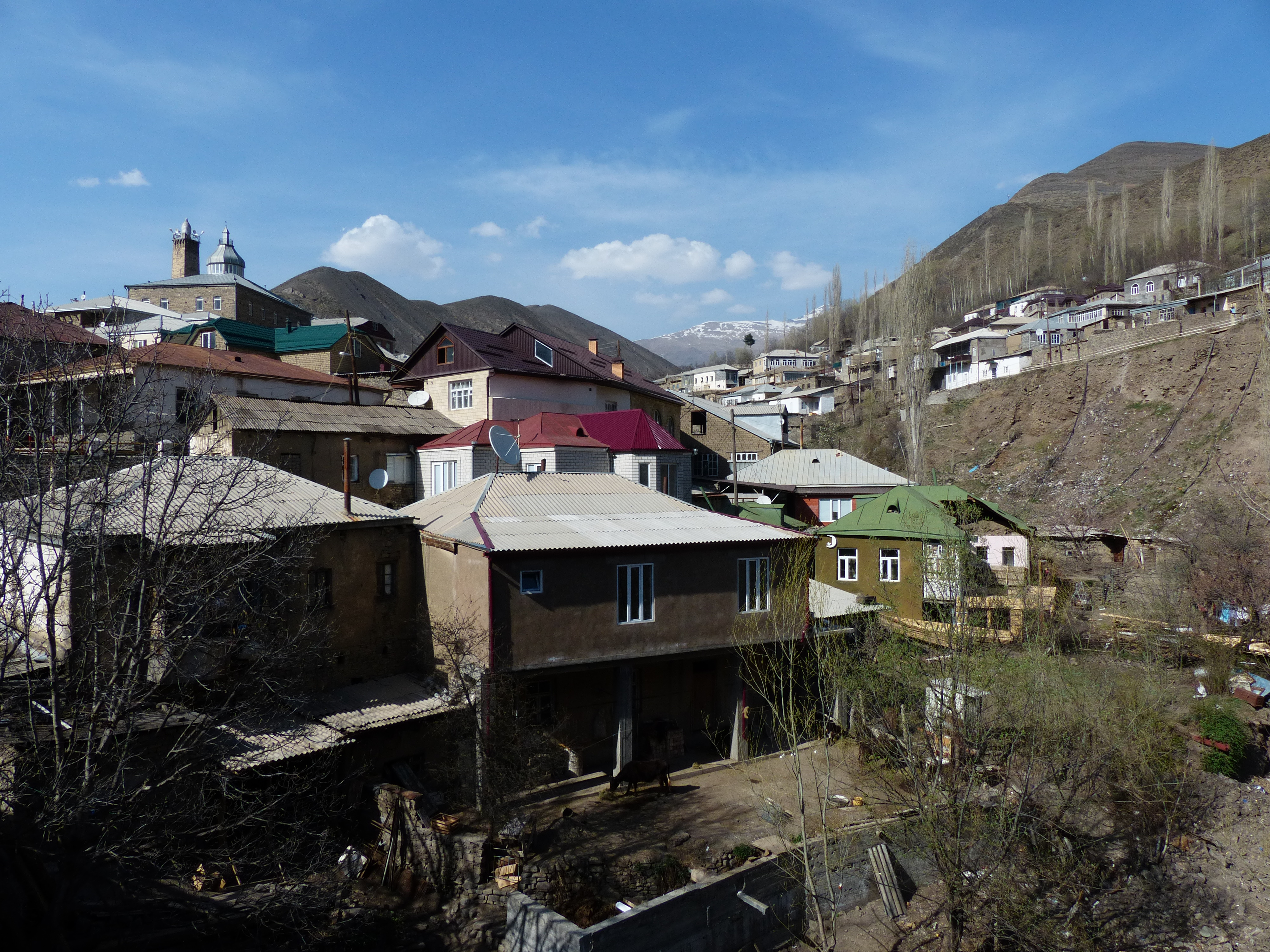
Ortsansicht

Der Ort liegt etwa 160 km Luftlinie südlich der Republikhauptstadt Machatschkala vorwiegend am linken Ufer des Flusses Samur im östlichen Teil des Großen Kaukasus. Er befindet sich knapp 20 km von dessen in diesem Bereich bis fast 3500 m hohen Hauptkamm entfernt, der die Staatsgrenze zu Aserbaidschan markiert. Nordöstlich verläuft der dort  etwas höhere Samurkamm.
Rutul ist Verwaltungszentrum des Rutulski rajon sowie Sitz der Landgemeinde (selskoje posselenije) Rutulski selsowet, zu der außerdem die Dörfer Chnjuch (6 km nördlich), Futschuch (8 km nordöstlich), Kitsche (5 km östlich) und Kufa (5 km nordwestlich) gehören. Das Dorf ist faktisch ausschließlich von Rutulen bewohnt (das Ethnonym, der Name der Sprache und des Ortes sind Fremdbezeichnungen vermutlich turksprachiger/aserbaidschanischer Herkunft, die dann ins Russische und andere Sprachen übernommen wurden).

## Geschichte
Der Ort ist mindestens seit dem 12. Jahrhundert bekannt; 1150 wurde dort eine Khanqa erwähnt. Vom 15. bis 19. Jahrhundert war Rutul Sitz eines unabhängigen rutulischen Staatsgebildes. 1839 wurde das Gebiet an das Russische Reich angeschlossen, und Rutul kam zum Abschnitt (utschastok) Lutschek des Samur-Okrugs (Samurski okrug mit Sitz im 25 km östlich gelegenen Achty), ab 1860 Teil der Oblast Dagestan. Am 22. November 1928 wurde der Abschnitt zunächst in einen Kanton unter der heutigen Bezeichnung, am 3. Juni 1929 in einen Rajon umgewandelt und der Verwaltungssitz nach Rutul verlegt.

### Bevölkerungsentwicklung
| Jahr | Einwohner |
| ---- | --------- |
| 1897 | 1769      |
| 1939 | 2417      |
| 1959 | 2217      |
| 1970 | 3142      |
| 1979 | 3974      |
| 1989 | 2957      |
| 2002 | 3958      |
| 2010 | 4132      |

Anmerkung: Volkszählungsdaten

## Verkehr
Rutul ist Endpunkt der Regionalstraße 82K-016, die knapp 100 km ostnordöstlich (per Straße) bei Magaramkent von der föderalen Fernstraße R217 Kawkas (früher M29, zugleich Teil der Europastraße 119) abzweigt und über Achty dem Samur aufwärts folgt. Über Magaramkent sind auch die nächstgelegenen Bahnstationen Belidschi und Samur an der Strecke Rostow am Don – Machatschkala – Baku erreichbar.